# 1970-es labdarúgó-világbajnokság-selejtező (UEFA – 8. csoport)
Az 1970-es labdarúgó-világbajnokság európai 8. selejtezőcsoportjának mérkőzéseit, és a csoport végeredményét tartalmazó lapja. A csoportban körmérkőzéses, oda-visszavágós rendszerben játszottak egymással a labdarúgó-válogatottak. A selejtezőket 1968. szeptember 4. és 1969. december 7. között rendezték. A csoport győztese automatikus résztvevője lett az 1970-es labdarúgó-világbajnokságnak.
A csoportban Bulgária, Hollandia, Lengyelország és Luxemburg szerepelt.
Bulgária jutott ki az 1970-es világbajnokságra.

## Tabella
| Hely. | Csapat        | M | Gy | D | V | G+ | G– | Gk  | P | Továbbjutás                          |     | Bulgária | Lengyelország | Hollandia | Luxemburg |
| ----- | ------------- | - | -- | - | - | -- | -- | --- | - | ------------------------------------ | --- | -------- | ------------- | --------- | --------- |
| 1.    | Bulgária      | 6 | 4  | 1 | 1 | 12 | 7  | +5  | 9 | Kijutott az 1970-es világbajnokságra |     | —        | 4–1           | 2–0       | 2–1       |
| 2.    | Lengyelország | 6 | 4  | 0 | 2 | 19 | 8  | +11 | 8 |                                      |     | 3–0      | —             | 2–1       | 8–1       |
| 3.    | Hollandia     | 6 | 3  | 1 | 2 | 9  | 5  | +4  | 7 |                                      | 1–1 | 1–0      | —             | 2–0       |           |
| 4.    | Luxemburg     | 6 | 0  | 0 | 6 | 4  | 24 | −20 | 0 |                                      | 1–3 | 1–5      | 0–4           | —         |           |

## Mérkőzések
| 1968. szeptember 4. |

| Luxemburg | 0–2         | Hollandia                  |
| --------- | ----------- | -------------------------- |
|           | Jegyzőkönyv | Jansen 22' Van Hanegem 69' |

| De Kuip, Rotterdam Nézőszám: 48 188 Játékvezető: Hubert Burguet (belga) |

| 1968. október 27. |

| Bulgária                            | 2–0         | Hollandia |
| ----------------------------------- | ----------- | --------- |
| Bonev 45' (11-esből) Aszparuhov 65' | Jegyzőkönyv |           |

| Vaszil Levszki Nemzeti Stadion, Szófia Nézőszám: 18 073 Játékvezető: William Anderson (skót) |

| 1969. március 26. |

| Hollandia                                  | 4–0         | Luxemburg |
| ------------------------------------------ | ----------- | --------- |
| Cruijff 25' Van Dijk 30' Pahlplatz 85' 88' | Jegyzőkönyv |           |

| De Kuip, Rotterdam Nézőszám: 47 207 Játékvezető: John Adair (északír) |

| 1969. április 20. |

| Lengyelország                                                  | 8–1         | Luxemburg   |
| -------------------------------------------------------------- | ----------- | ----------- |
| Lubański 9' 29' 36' 82' (11-esből) 85' Deyna 54' 55' Wilim 64' | Jegyzőkönyv | Léonard 68' |

| Stadion Miejski, Krakkó Nézőszám: 28 327 Játékvezető: Kåre Sirevaag (norvég) |

| 1969. április 23. |

| Bulgária                      | 2–1         | Luxemburg              |
| ----------------------------- | ----------- | ---------------------- |
| Aszparuhov 39' (11-esből) 49' | Jegyzőkönyv | Léonard 50' (11-esből) |

| Vaszil Levszki Nemzeti Stadion, Szófia Nézőszám: 18 998 Játékvezető: Doğan Babacan (török) |

| 1969. május 7. |

| Hollandia     | 1–0         | Lengyelország |
| ------------- | ----------- | ------------- |
| Roggeveen 90' | Jegyzőkönyv |               |

| De Kuip, Rotterdam Nézőszám: 43 658 Játékvezető: Kevin Howley (angol) |

| 1969. június 15. |

| Bulgária                                            | 4–1         | Lengyelország |
| --------------------------------------------------- | ----------- | ------------- |
| Bonev 24' Dermendzsiev 25' Penev 72' Aszparuhov 88' | Jegyzőkönyv | Deyna 27'     |

| Vaszil Levszki National Stadion, Szófia Nézőszám: 38 313 Játékvezető: Bíróczky János (magyar) |

| 1969. szeptember 7. |

| Lengyelország            | 2–1         | Hollandia |
| ------------------------ | ----------- | --------- |
| Jarosik 58' Lubański 67' | Jegyzőkönyv | Wery 20'  |

| Sziléziai Stadion, Chorzów Nézőszám: 100 000 Játékvezető: Iván Pláček (csehszlovák) |

| 1969. október 12. |

| Luxemburg    | 1–5         | Lengyelország                                              |
| ------------ | ----------- | ---------------------------------------------------------- |
| Kirchens 38' | Jegyzőkönyv | Deyna 49' 67' Jarosik 54' (11-esből) Bula 58' Lubański 60' |

| Stade Municipal, Luxembourg Nézőszám: 7000 Játékvezető: Antonio Camacho Jimenez (spanyol) |

| 1969. október 22. |

| Hollandia    | 1–1         | Bulgária  |
| ------------ | ----------- | --------- |
| Veenstra 35' | Jegyzőkönyv | Bonev 58' |

| De Kuip, Rotterdam Nézőszám: 63 304 Játékvezető: Gunnar Michaelsen (dán) |

| 1969. november 9. |

| Lengyelország             | 3–0         | Bulgária |
| ------------------------- | ----------- | -------- |
| Jarosik 18' 68' Deyna 75' | Jegyzőkönyv |          |

| Stadion Dziesięciolecia, Varsó Nézőszám: 61 278 Játékvezető: Andrei Rădulescu (román) |

| 1969. december 7. |

| Luxemburg              | 1–3         | Bulgária                               |
| ---------------------- | ----------- | -------------------------------------- |
| Philipp 58' (11-esből) | Jegyzőkönyv | Dermendzsiev 35' Jakimov 37' Bonev 83' |

| Stade Municipal, Luxembourg Nézőszám: 4929 Játékvezető: Iorwerth Jones (walesi) |